# Worldcon

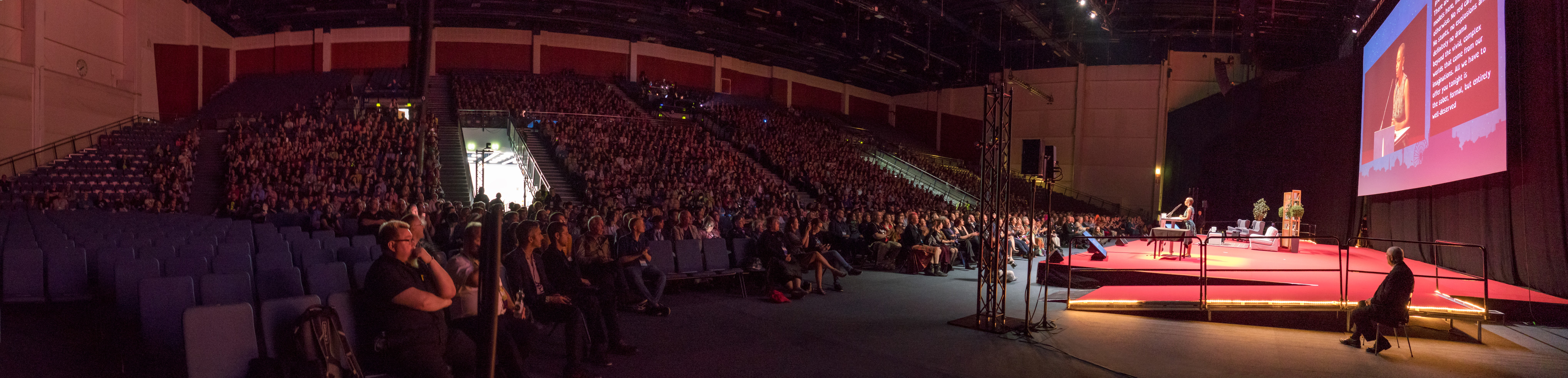
A Worldcon 75 Helsinkiben

A Worldcon (World Science Fiction Convention) a World Science Fiction Society (WFSF) sci-fi világszervezet összejövetele. A rendezvényen a tudományos-fantasztikus irodalom rajongói, művelői és művészei találkozhatnak egymással.

## Díjak
- Hugo-díj A szavazók a WFSF társaság tagjai
- Campbell-díj - a legjobb fiatal írónak. A Worldcon társaság osztja saját döntése alapján
- Gandalf-díj - Megszűnt

## Érdekességek
- Ez a világ legnagyobb nonprofit rendezvénye, mind a látogatók mind a meghívottak számát tekintve
- Ezen az eseményen részt vehet gyakorlatilag bármilyen fiktív műfaj, amelyek nagy általánosságban besorolhatók a fantasy és a sci-fi köreibe

## Elérhetőségek
E-mail: worldcons@worldcon.org

## Következő összejövetelek
- 2009: Anticipation, a 67. World Science Fiction Convention, Montréal, Québec,
  - Augusztus 6. - augusztus 10.
  - e-mail: info@anticipationsf.ca
  - postacím: C.P. 105, Succursale NDG, Montréal, Québec, Canada H4A 3P4
- 2010: Aussiecon Four, a 68. World Science Fiction Convention, Melbourne, Victoria, Ausztrália
  - Szeptember 2. - szeptember 6.
  - e-mail: info@aussiecon4.org.au>
  - postacím: Aussiecon Four, G.P.O. Box 1212, Melbourne, VIC 3001, Australia.